# Torneo de Chengdú 2023
El Chengdu Open 2023 fue un torneo de tenis perteneciente al ATP Tour 2023 en la categoría ATP Tour 250. El torneo tuvo lugar en la ciudad de Chengdu (China) desde el 20 hasta el 26 de septiembre de 2023 sobre canchas duras.

## Distribución de puntos
| Modalidad            | Campeón | Finalista | Semifinales | Cuartos de final | 2ª ronda | 1ª ronda | Clasificados | 2ª ronda de clasificación | 1ª ronda de clasificación |
| Individual masculino | 250     | 165       | 100         | 50               | 25       | 0        | 13           | 7                         | 0                         |
| Dobles masculino     | 250     | 150       | 90          | 45               | 20       | 0        | -            | -                         | -                         |

## Cabezas de serie

### Individuales masculino
| Tenista           | Ranking | Preclasificado |
| Alexander Zverev  | 10      | 1              |
| Lorenzo Musetti   | 18      | 2              |
| Grigor Dimitrov   | 20      | 3              |
| Daniel Evans      | 27      | 4              |
| Aleksandr Búblik  | 29      | 5              |
| Max Purcell       | 43      | 6              |
| Miomir Kecmanović | 47      | 7              |
| Aleksandar Vukic  | 50      | 8              |

- Ranking del 18 de septiembre de 2023.[2]

### Dobles masculino
| Tenista                            | Ranking | Preclasificados |
| Sadio Doumbia Fabien Reboul        | 95      | 1               |
| Francisco Cabral Rafael Matos      | 98      | 2               |
| Marcelo Demoliner Matwé Middelkoop | 104     | 3               |
| Julian Cash Robert Galloway        | 106     | 4               |

## Campeones

### Individual masculino
Alexander Zverev venció a  Román Safiulin por 6-7(2-7), 7-6(7-5), 6-3

### Dobles masculino
Sadio Doumbia /  Fabien Reboul vencieron a  Francisco Cabral /  Rafael Matos por 4-6, 7-5, [10-7]